# Lijst van presentatoren van Talpa TV
Hieronder een lijst van presentatoren en presentatrices die bij Talpa TV (SBS6, Veronica, Net5 en Viaplay TV) werken of gewerkt hebben.
Legenda
-  = Huidige presentatoren zijn voorzien van een zwart blokje.
- Jaartallen betreffen alleen presentatiewerk (geen acteerwerk).

## A
|  | Naam                  | Periode             | Programma (onder andere) | Opmerkingen                    |
|  | --------------------- | ------------------- | --- | ------------------------------ |
|  | Guido den Aantrekker  | 2018–0000           | SBS6: Shownieuws (deskundige) |                                |
|  | Christien van der Aar | 1995–2005           | SBS6: Klein Leed Groot Leed, De Bevalling, Prime Time Magazine, Reportage, Hart van Nederland |                                |
|  | Cynthia Abma          | 2013                | SBS6: Show Vandaag |                                |
|  | Roos Van Acker        | 2002–2008           | Net5: Expeditie Robinson, Terra Incognita, Peking Express |                                |
|  | Arlette Adriani       | 2005–2008 2011–2015 | SBS6: De Wekelijkse Lotto Trekking, Domino Day, Xplosief, Belspellen: Garito, Game On, Play, NerveControl & SBS Games Net5: AstroTV |                                |
|  | Dick Advocaat         | 2018–2019 2022–2024 | Veronica: UEFA Champions League (analist), Veronica Offside |                                |
|  | Pauline van Aken      | 1997–2001           | SBS6: Kinder Kaffee, Hart van de Regio, Actienieuws, SBS6 Nieuws, Start op 6, Vakantie Journaal, Goedenavond Nederland (itempresentaties), Hart van Nederland                                                                                         | Ook bekend als Pauline Daalder |
|  | Leo Alkemade          | 2019–2022           | SBS6: Echt Waar?! (teamcaptain), Ik Hou Van Holland (teamcaptain), Iedereen Is Van De Wereld (teamcaptain), Missions Impossible, De Dansmarathon, Wie Kent Nederland (panellid), Van je familie moet je het hebben Veronica: The Bettle (teamcaptain) |                                |
|  | Fokke van Alphen      | 1997–2000           | SBS6: Klussen met Kijkers |                                |
|  | Najib Amhali          | 2020–2023           | SBS6: Wie van de 3? (panellid), Najib Amhali: The Best Of, Wie Kent Nederland (panellid), Oudejaarsconference |                                |
|  | Naomi van As          | 2018                | SBS6: Ellen & Naomi: 24 Uur Mandekking |                                |
|  | Jandino Asporaat      | 2019                | SBS6: De Gordon Tegen Dino Show (teamcaptain), Dino & Friends in New York, Dance Dance Dance |                                |

## B
|  | Naam                   | Periode                       | Programma (onder andere) | Opmerkingen                                       |
|  | ---------------------- | ----------------------------- | --- | ------------------------------------------------- |
|  | Suraya Baboeram Panday | 2017–2018                     | SBS6: Business Plus |                                                   |
|  | Soenil Bahadoer        | 2023                          | Net5: Celebrity MasterChef (jurylid) |                                                   |
|  | Jim Bakkum             | 2012–2014                     | SBS6: Shownieuws, Nederland Muziekland |                                                   |
|  | Yvette Baks            | 2013                          | SBS6: Trips & Tips |                                                   |
|  | Annette Barlo          | 2003                          | SBS6: V&D TV, Sponsor Bingo Break |                                                   |
|  | Giel Beelen            | 2018                          | SBS6: De Vrienden Van Amstel Live |                                                   |
|  | Bertram Beerbaum       | 2015–2017                     | SBS6: Shownieuws, Je eigen Droomhuis, Huizenjacht |                                                   |
|  | Beertje van Beers      | 2017–2018                     | SBS6: Business Plus |                                                   |
|  | Stella Bergsma         | 2022                          | Net5: Sorry voor de Tieten |                                                   |
|  | Francis Beukeveld      | 2014                          | SBS6: Mijn Lichaam Mijn Zorg |                                                   |
|  | Dian Biemans           | 2016                          | SBS6: Samen Sterk |                                                   |
|  | Pepijn Bierenbroodspot | 2003–2016                     | SBS6: Reportage | 1997–2005: Station-voice en vaste voice-over SBS6 |
|  | Martine Bijl           | 1999                          | Net5: Meneer Van Dale Wacht op Antwoord |                                                   |
|  | Laura van der Blij     | 2020–2021                     | SBS6: Weer.nl |                                                   |
|  | Herman den Blijker     | 2020–2023                     | SBS6: Herman Helpt Een Handje, Crisis in de Tent, De Kookklunzen: Herman vs. Alain, De Kookklunzen |                                                   |
|  | Karin Bloemen          | 2012                          | SBS6: 100% TV |                                                   |
|  | Susan Blokhuis         | 2002–2003 2011–2012           | SBS6: Geld maakt niet Gelukkig, Natuurlijk Lekker Leven |                                                   |
|  | Joya de Boer           | 2018–2019                     | SBS6: Hart van Nederland |                                                   |
|  | Maik de Boer           | 2017–2018                     | SBS6: Shownieuws, Marktplaats: Heel Holland Handelt, Wie heeft de mooiste bruiloft? |                                                   |
|  | Ronald de Boer         | 2015–2019                     | Veronica: UEFA Champions League (analist) |                                                   |
|  | Sophia de Boer         | 2001, 2013                    | SBS6: Explosief, Lotto Trekking |                                                   |
|  | Kelvin Boerma          | 2023–0000                     | SBS6: Avastars, The Talent Scouts, JA of NEE?, De beste wensen |                                                   |
|  | Jeroen van der Boom    | 1996–1998 2011–2018 2020–2023 | SBS6: Real TV, Explosief, Mini WK, 15 Miljoen Mensen, Barney's Dart Show, Wedden dat ik het kan, Lotto Weekend Miljonairs, The Winner is... (jurylid), Wat Schat Je?, De Beste Liedjes van..., Bloed, zweet & tranen, Beter dan het origineel?!, Muziekherinneringen, Holland Zingt..., De Vreemde Eend (panellid), Toppers: Wild West Thuis Best, De Designroom, Onvergetelijke Herinneringen, Marktplaats: Heel Holland Handelt, Topper Gezocht!, Fijne Kerst, Hoge Bomen, Ik neem je mee, De muziek gaat door, De Dansmarathon, Hazes is de basis, De Hollandse Nieuwe |                                                   |
|  | Arie Boomsma           | 2004 2015–2018                | SBS6: Wannahaves Net5: The Island, Overwinnaars, Kitchen Impossible, Arie En De Kleine Mensen, Grenzeloos Verliefd |                                                   |
|  | Corine Boon            | 2010, 2022-0000               | SBS6: Moeders van Nu, Ik BBQ Voor Jou |                                                   |
|  | Bart Boonstra          | 2011–2012                     | SBS6: Lekker Leuk Leven Net5: Secret Story |                                                   |
|  | Beaudine Borggreve     | 2021–0000                     | SBS6: Reiskriebels |                                                   |
|  | Leontine Borsato       | 2011–2012 2017–2018           | SBS6: Hart in Aktie, Alles is Liefde, Een Goede Buurt, Bonje met de buren, Filmster Gezocht, Marktplaats: Heel Holland Handelt |                                                   |
|  | Lars Bos               | 2022–2023                     | SBS6: I Want Your Song, Ministars (jurylid) | Ook bekend als Snelle                             |
|  | Bart Bosch             | 2003                          | SBS6: Sponsor Bingo Break |                                                   |
|  | JayJay Boske           | 2014 2023                     | Veronica: Roadtrippers, Bergafwaarts, Day1 |                                                   |
|  | Leonie ter Braak       | 2018–2023                     | SBS6: Marktplaats: Heel Holland Handelt, Hart van Nederland, Wat is de uitslag?, Niets Liever Dan Een Kind, Fijne Kerst, 6 Inside, Shownieuws, Nederland Geeft Licht, In Het Hart van Nederland, Uit het Leven Gegrepen: Erasmus MC, Kinderen Kopen een Huis, Cupido Ofzo, De Dansmarathon, Wie Kent Nederland (panellid), Van je familie moet je het hebben, HLF8 |                                                   |
|  | Viktor Brand           | 1998–0000                     | SBS6: Game Set and Match, De 25, Lachend het jaar uit, Shownieuws, Wat zou jij doen met die poen?, Het Nationale Verkeersexamen, Staatsloterij Oudejaarsfeest, Huizenjacht, Omdat ik aan je denk, De Ideale Zaterdagavond, Je Idool op het Spoor, Hoeveel ben je waard?, VT Wonen, Schoon Genoeg, De Lijf Show, VT Wonen Zelf aan de Slag, Thuis op zondag, Mr. Frank Visser doet uitspraak, De Plek, VT Wonen doe het zelf, Mudmasters VIPS: helden over de hindernis, SBS Sterren Surprise, Boswachter Gezocht, Klasgenoten, De Wereld Volgens 80-jarigen, Marktplaats: Heel Holland Handelt, Mr Frank Visser; Hoe is het nu met?, Fijne Kerst, 6 Inside, Helden Door de Modder VIPS, IJsmeesters: Een koud kunstje, Je huis op orde, Geef Om Dieren, De beste wensen, Een Plek Onder De Zon Net5: Een Plek Onder De Zon |                                                   |
|  | Rick Brandsteder       | 2005 2012–2013                | SBS6: Kinderrecords, De Nijmeegse Vierdaagse, Van je vrienden moet je het hebben (teamcaptain), Showbizzquiz, Baasje Gezocht |                                                   |
|  | Ron Brandsteder        | 2012                          | SBS6: Van je vrienden moet je het hebben (teamcaptain), Showbizzquiz |                                                   |
|  | Patty Brard            | 2005–2011 2013–2017 2019–2024 | SBS6: Shownieuws, K2 zoekt K3 (jurylid), De Nieuwe Uri Geller, Wie ben ik? (panellid), Coming to Holland: Prins Zoekt Vrouw, Vliegende Hollanders: Sterren van de Schans (jurylid), Show Laat, Show Vandaag, Bonje met de buren, Patty's big fat Ibiza wedding, Thuis op Zondag, Met de deur in huis (panellid), Mudmasters VIPS: helden over de hindernis, SBS Sterren Surprise, Stem van Nederland, 6 Inside, Zo Goed Als Nieuw, Dancing on Ice, Patty en Gordon Op Zoek Naar de Eeuwige Jeugd, De Dansmarathon, De Grote Huisverbouwing Net5: Charmes in de Strijd |                                                   |
|  | Lesley Brehm           | 2003–2004                     | SBS6: MotorXperience |                                                   |
|  | Erik Breij             | 1999                          | Net5: Meneer Van Dale Wacht op Antwoord |                                                   |
|  | Robert ten Brink       | 1998–2006                     | SBS6: All You Need Is Love, Lotto Weekend Miljonairs, Surprise Surprise, Loveboat Amorina, Big Diet, Sterrenbeurs |                                                   |
|  | Isabelle Brinkman      | 2003–2004                     | SBS6: Shownieuws |                                                   |
|  | Suus de Brock          | 2020–0000                     | SBS6: De Gouden Formule, Mooi TV |                                                   |
|  | Angela van den Broek   | 2016                          | SBS6: Samen Sterk |                                                   |
|  | Joël Broekaert         | 2023                          | Net5: Celebrity MasterChef (jurylid) |                                                   |
|  | Patricia Brok          | 1996–2001                     | SBS6: Blond, Blond en Blond, Snowmagazine |                                                   |
|  | Dyantha Brooks         | 2019–0000                     | SBS6: Shownieuws, 6 Inside, De Dansmarathon, Lettrix, De beste wensen, De Volgers |                                                   |
|  | Kevin Brouwer          | 2021–0000                     | SBS6: De Helden van Nu, Helden van het Onderwijs |                                                   |
|  | Wendy Brouwer          | jaren '90                     | |                                                   |
|  | Evelien de Bruijn      | 2006–0000                     | SBS6: Hart van Nederland, Shownieuws, De Vierdaagse, Huizenjacht, Hart van Oranje, Fijne Kerst, Nieuwjaarsduik, Alpe d’HuZes, In The Picture |                                                   |
|  | Koert-Jan de Bruijn    | 2019                          | SBS6: Ik BBQ Voor Jou |                                                   |
|  | Sjimmy Bruijninckx     | 2007–2011                     | SBS6: Shownieuws, Namens Nederland, De 25, Huizenjacht |                                                   |
|  | Annemarie Brüning      | 2017–0000                     | SBS6: Hart van Nederland, Shownieuws |                                                   |
|  | Edo Brunner            | 2014                          | SBS6: Autoweek Big Boys |                                                   |
|  | Jelle Brussen          | 2014                          | SBS6: Mijn LifeStyle |                                                   |
|  | Werner Budding         | 2022                          | Veronica: Werners Garage |                                                   |
|  | Xander de Buisonjé     | 2012–2014                     | SBS6: De Vrienden van Amstel zingen Kroonjuwelen, Het Staatsloterij Oudejaarsfeest, The Next Pop Talent (jurylid), Bloed, zweet & tranen (jurylid) |                                                   |
|  | Joost Buitenweg        | 1999–2001 2012–2013           | SBS6: Start op Zes, We Love Camping |                                                   |
|  | Daphne Bunskoek        | 2009 2016–2017                | Net5: De Tafel van 5, House Rules |                                                   |
|  | Ben van der Burg       | 1995–1996                     | SBS6: Ben op de Stip |                                                   |

## C
|  | Naam                  | Periode             | Programma (onder andere) | Opmerkingen                                                            |
|  | --------------------- | ------------------- | --- | ---------------------------------------------------------------------- |
|  | Steve Carlin          | 2015                | SBS6: It’s a kind of Magic |                                                                        |
|  | Alain Caron           | 2010–2011 2014      | Net5: MasterChef (jurylid) |                                                                        |
|  | Rutger Castricum      | 2024–0000           | SBS6: De Oranjezondag (vaste sidekick) | Sinds 2023 reeds regelmatig in Vandaag Inside en De Oranjezomer/winter |
|  | Bart Chabot           | 1999                | Net5: Meneer Van Dale Wacht op Antwoord |                                                                        |
|  | Kiki Classen          | 1996                | SBS6: Blond, Blond en Blond |                                                                        |
|  | Yvonne Coldeweijer    | 2025–0000           | Net5: n.n.b. | [ 1 ] [ 2 ]                                                            |
|  | James Cooke           | 2024                | SBS6: Wie van de 3? (panellid) |                                                                        |
|  | Nance Coolen          | 2005–2012 2021–0000 | SBS6: Shownieuws, Domino Day, Sterren dansen op het ijs, So You Wanna Be a Popstar, Retourtje Geluk, Stay or Go, Popstars, Dancing Queen, Het Mooiste Pand van Nederland, Huizenjacht, Een Huis Vol Honden, De Helden van Nu, Helden van het Onderwijs |                                                                        |
|  | Tim Coronel           | 2004–2006           | SBS6: AutoXperience |                                                                        |
|  | Tom Coronel           | 2004–2006           | SBS6: AutoXperience |                                                                        |
|  | Edward van Cuilenborg | 2002–2008           | SBS6: SBS Sport |                                                                        |
|  | Adam Curry            | 2002–2003           | SBS6: Adam's family, Sterrenbeurs |                                                                        |

## D
|  | Naam                 | Periode             | Programma (onder andere) | Opmerkingen |
|  | -------------------- | ------------------- | --- | ----------- |
|  | Tatum Dagelet        | 1997–1998           | SBS6: Brutale Meiden |             |
|  | Nicolette van Dam    | 2016–2019           | SBS6: The Next Boy/Girl Band, Dance as one, Fijne Kerst, Klinkt Smakelijk, Marktplaats: Heel Holland Handelt Net5: Veel Liefs Uit Holland, Kitchen Impossible, VT Wonen: Verbouwen Of Verhuizen, SamenWonen: De Battle |             |
|  | Frank Dane           | 2021, 2024–0000     | SBS6: Beat Me: The Five Knock-Outs, De beste wensen |             |
|  | Cilly Dartell        | 1996–2012           | SBS6: Hart van Nederland, Shownieuws |             |
|  | Britt Dekker         | 2014 2019–0000      | SBS6: Het Beste Idee van Nederland, Opgezadeld met Britt, Britt’s Gouwe Ouwen, Wie van de 3? (panellid), Iedereen Is Van De Wereld (teamcaptain), We Want More, First & Last, Ik Neem Je Mee, Wie Kent Nederland (panellid), De Grote Gezondheidsquiz (teamcaptain), Ministars, Lachen om Home Video's, JA of NEE? (sidekick), De beste wensen, Hart tegen Hart (teamcaptain)    |             |
|  | Janke Dekker         | 2002–2003           | SBS6: Smaakmakers |             |
|  | Nathalie den Dekker  | 2017, 2019          | SBS6: Samen Sterk, Mens & Trends |             |
|  | Frank Derijcke       | 2019–0000           | SBS6: Mens & Trends, Huisdieren TV |             |
|  | Johan Derksen        | 2018–0000           | SBS6: UEFA Champions League, De VI Meestervoorspellers, De Oranjezomer, VI Vandaag, Vandaag Inside, De Oranjewinter, Vandaag Inside Oudejaarsspecial, Vandaag Inside Oranje Veronica: Veronica Inside (analist), UEFA Champions League (analist), UEFA Europa League (analist), UEFA Europa Conference League (analist)                                                          |             |
|  | Niels Destadsbader   | 2015, 2018          | SBS6: K3 zoekt K3, Dance as one |             |
|  | Joep van Deudekom    | 2007-2009           | Net5: Tussen de oren |             |
|  | Sean Dhondt          | 2017                | Net5: Peking Express |             |
|  | Sébas Diekstra       | 2019                | SBS6: 6 Inside (deskundige) |             |
|  | Marc Dijk            | 2015, 2017          | SBS6: Bruisend Horeca, Bouwen aan de Toekomst |             |
|  | Liesbeth van Dijk    | 2011                | SBS6: Paranormale Kinderen |             |
|  | Selma van Dijk       | 2003–2019           | SBS6: Hart van Nederland, Actienieuws, Shownieuws, Stem van Nederland |             |
|  | Wendy van Dijk       | 1995–2006 2019–0000 | SBS6: Over de roooie, de Broodje Aap Show, Ushi en Van Dijk, Hart in Aktie, Shownieuws, Domino Day, Dance Dance Dance, Flirty Dancing, Superkids, Wie het laatst lacht..., We Want More, Wie van de 3?, Ik Neem Je Mee, De Dansmarathon, Wie Kent Nederland?, Cupido Ofzo, Liedje Op Het Eerste Gezicht, De Grote Gezondheidsquiz, Ministars, 3 Minutes of Fame, De beste wensen |             |
|  | Susanne Dijksterhuis | 2012                | SBS6: Nederland Vaart |             |
|  | Sarah Dikker         | 2016                | SBS6: Fleur je leven |             |
|  | Sieg de Doncker      | 2021                | SBS6: Interieurtalent gezocht met vtwonen |             |
|  | Donnie               | 2022–2023           | SBS6: De Grote Gezondheidsquiz (teamcaptain), De Nix-factor, The Talent Scouts (scout) |             |
|  | Bert van den Dool    | 1998–2001           | SBS6: Zo Goed Als Nieuw |             |
|  | Raven van Dorst      | 2020–0000           | SBS6: Wie van de 3? (panellid) |             |
|  | Tim Douwsma          | 2016                | SBS6: The Next Boy/Girl Band |             |
|  | Leo Driessen         | 1997                | SBS6: Sportflaters |             |
|  | André van Duin       | 2015                | SBS6: Popster! |             |
|  | Saskia van Duuren    | 2018                | SBS6: Ga Fietsen |             |

## E
|  | Naam                  | Periode                  | Programma (onder andere) | Opmerkingen |
|  | --------------------- | ------------------------ | --- | ----------- |
|  | Harm Edens            | 2021–2022, 2025–0000     | SBS6: 10 Voor Taal, De Quiz van het Jaar, Hart tegen Hart |             |
|  | Klaas van der Eerden  | 2021–0000                | SBS6: De Dansmarathon, Dit is mijn huis (panellid), 30 Seconds (teamcaptain) |             |
|  | Merel Ek              | 2022–0000                | SBS6: Hart van Nederland (verslaggever), Vandaag Inside (deskundige), De Oranjezomer (deskundige), Het Debat van Nederland (sidekick), De Oranjewinter (deskundige), De beste wensen, Nieuws van de Dag (deskundige)                                                                                   |             |
|  | Gerard Ekdom          | 2019–2024                | SBS6: It Takes 2 (jurylid), Het Mooiste Liedje, De Top 4000 muziekquiz, De Radio 10 Songfestivalquiz, The Tribute: Battle of the Bands |             |
|  | Willem Ekkel          | 1997                     | SBS6: Actienieuws |             |
|  | Ton Elias             | 2002–2003                | SBS6: Stem van Nederland (deskundige) |             |
|  | Jetske van den Elsen  | 1998–1999                | SBS6: Vakantie TV |             |
|  | Rick Engelkes         | 1996–1997 2012–2013      | SBS6: Autosalon, Van Onder tot Boven Goed, Shownieuws (deskundige) |             |
|  | Beau van Erven Dorens | 2009–2015                | SBS6: Hole in the wall, De Nieuwe Uri Geller, De Zaterdagavondshow met Marc-Marie & Beau, Shownieuws, Show Me the Money, De Wereld van Beau, Het Beste Idee van Nederland, The Winner is..., De Gemene Deler, Show Vandaag, 't Is hier Fantasties, The Winner Takes It All Veronica: Caiga Quien Caiga |             |
|  | Bart Ettekoven        | 1997–1998 2002 2018–0000 | SBS6: Rabo Top 40, Tabloid, Shownieuws (deskundige), In het Hart van Nederland (deskundige) |             |
|  | Edwin Evers           | 2025                     | SBS6: Unplugged |             |

## F
|  | Naam               | Periode        | Programma (onder andere) | Opmerkingen |
|  | ------------------ | -------------- | --- | ----------- |
|  | Mariëtte Fehmers   | 1999–2007      | SBS6: Actienieuws, Vakantie TV, De Verloskundigenpraktijk, Klussen & Wonen, Toen Was Het Nieuw, Kinderrecords, Hart van Nederland |             |
|  | Borka Florentinus  | 1996           | SBS6: EK Kripto, Vakantie TV |             |
|  | Willibrord Frequin | 1998–2003      | SBS6: Achter gesloten Deuren, De Week van Willibrord                                                                              |             |
|  | Danny Froger       | 2016           | SBS6: Nederland Muziekland |             |
|  | Natasja Froger     | 2006–2010 2024 | SBS6: Hart in Aktie, Kinderen zingen met de sterren Net5: Een Eigen Huis                                                          |             |
|  | René Froger        | 2024           | SBS6: De beste wensen Net5: Een Eigen Huis                                                                                        |             |

## G
|  | Naam                   | Periode             | Programma (onder andere) | Opmerkingen                   |
|  | ---------------------- | ------------------- | --- | ----------------------------- |
|  | Annemarie van Gaal     | 2020–2021           | SBS6: Crisis in de Tent |                               |
|  | Diana Gabriels         | 2019                | Net5: Plastisch Fantastisch |                               |
|  | Bavo Galama            | 2010–2012           | SBS6: Nederland op Wielen |                               |
|  | Jan Joost van Gangelen | 2008–2018           | SBS6: SBS Sport, UEFA Champions League Veronica: UEFA Champions League |                               |
|  | Dennis van der Geest   | 2017–0000           | SBS6: Fort Oranje, Ninja Warrior NL, De wereld rond met 80-jarigen, Bonje met de buren, Burgemeester Undercover, Drone Masters, Een Goede Buurt, Dennis en de Vrije Geesten, Dit Vindt Nederland (panellid), Ik Neem Je Mee, Missions Impossible, De Dansmarathon, Million Dollar Island, Prins met het Witte Haar, Waar is mijn erfenis?, De beste wensen, Bureau Onrecht Net5: Het Blok, Million Dollar Dessert    |                               |
|  | Jochem van Gelder      | 2012–2017           | SBS6: Alles Kits, Sterren in het Nauw, Voor Je Moeder, Wie trouwt mijn zoon?, Bonje met de buren, Pas Oplichters!, Het Beste Idee van Nederland, Kitsch of Kassa, We Are Family, Waarom Wachten?, Lachen om Home Video's |                               |
|  | Stephan van Gelder     | 2016–2017           | SBS6: Arbeidsmarkt TV |                               |
|  | Wilfred Genee          | 1997–1998 2018–0000 | SBS6: SBS Sport, UEFA Champions League, De VI Meestervoorspellers, De Oranjezomer, VI Vandaag, Vandaag Inside, De Oranjewinter, Het Debat van Nederland, Vandaag Inside Oudejaarsspecial, Vandaag Inside Oranje, Vandaag Inside Oranje Quiz, De beste wensen Veronica: Café Hendriks & Genee, Littekens, UEFA Champions League, UEFA Europa League, UEFA Europa Conference League, Veronica Inside, Veronica Offside |                               |
|  | Yvonne van Gennip      | 2010                | SBS6: Telesportief |                               |
|  | Nathalie van Gent      | 2015–2018           | SBS6: Wekelijkse Lottotrekking |                               |
|  | Madri Gerber           | 2014–2015           | SBS6: Alles over Wonen (chef) |                               |
|  | Renate Gerschtanowitz  | 2010–2019           | SBS6: Show Vandaag (deskundige/presentatrice), Shownieuws (deskundige/presentatrice), Show Laat (deskundige/presentatrice), Wie Goed Doet, Circus Gerschtanowitz Net5: MasterChef, Secret Story, Beat The Top Designer | Ook bekend als Renate Verbaan |
|  | Winston Gerschtanowitz | 2017–0000           | SBS6: Wat vindt Nederland?, Mensenkennis, Circus Gerschtanowitz, Zo Viert Nederland Kerst, BankGiro Loterij The Wall, Fijne Kerst, It Takes 2, Dancing on Ice, Nederland Geeft Licht, Miljoenenjacht (uitreikingen), 50/50, Marble Mania, Ik Neem Je Mee, Car Wars, De Dansmarathon, Het Beste Antwoord, Een Plek Onder De Zon Net5: 50/50, Een Plek Onder De Zon                                                    |                               |
|  | Rob Geus               | 2002–2019           | SBS6: De Smaakpolitie, Red mijn vakantie!, Drekwerk, Smerige Zaken, Stem van Nederland |                               |
|  | René van der Gijp      | 2018–0000           | SBS6: UEFA Champions League, De VI Meestervoorspellers, De Oranjezomer, VI Vandaag, Vandaag Inside, De Oranjewinter, Vandaag Inside Oudejaarsspecial, Vandaag Inside Oranje Veronica: Veronica Inside (analist), UEFA Champions League (analist), UEFA Europa League (analist), UEFA Europa Conference League (analist)                                                                                              |                               |
|  | Yves Gijrath           | 2015–0000           | SBS6: LXRY TV |                               |
|  | Aukje van Ginneken     | 2013–2016 2018      | SBS6: Feiten en Fabels, Bruisend Horeca |                               |
|  | Theo van Gogh          | 1995–1997           | SBS6: Een prettig gesprek |                               |
|  | Myrna Goossen          | 1997–1999 2016      | SBS6: Klussen & tuinieren met kijkers, Iedereen Succesvol |                               |
|  | Rob Goossens           | 2019                | SBS6: 6 Inside (deskundige) |                               |
|  | Wytse van der Goot     | 2015–2021           | SBS6: UEFA Champions League Veronica: UEFA Champions League |                               |
|  | Rijk de Gooyer         | 1999                | Net5: Maarten & Rijk |                               |
|  | Gordon                 | 2019–2024           | SBS6: DanceSing (jurylid), Dat Verzin Je Niet!, De Gordon Tegen Dino Show (teamcaptain), It Takes 2, Superkids (jurylid), 100 Jaar Jong, Patty en Gordon Op Zoek Naar de Eeuwige Jeugd, Hit the Road (jurylid), 5 tegen 5, The Cube, Ik Neem Je Mee, K2 zoekt K3 (jurylid), Down the Road, De Kookklunzen, Wat een Uitvinding!, Dit Ben Ik: Gordon, De beste wensen Net5: Mars Tegen Venus                           |                               |
|  | Ferry de Graaf         | 2015–2016           | SBS6: Beste Deal van Nederland |                               |
|  | Edson da Graça         | 2023                | Veronica: Tough as Nails Nederland |                               |
|  | Richard Groenendijk    | 2021–2024           | SBS6: Kookklunzen: Herman vs. Alain, Dit is Mijn Huis (panellid), Think Inside The Box, Ik Hou Van Holland (teamcaptain) |                               |
|  | Mart Grol              | 2020–2022           | SBS6: Dit Vindt Nederland, Hart van Nederland |                               |
|  | Thomas van Groningen   | 2025–0000           | SBS6: Hart van Nederland (verslaggever), Vandaag Inside (deskundige), Nieuws van de Dag (deskundige) |                               |
|  | Leonie Grootenhuis     | 2015–2017           | SBS6: Tracks & Trails |                               |
|  | Olcay Gulsen           | 2019–2022           | SBS6: Shownieuws, In het Hart van Nederland (deskundige), Dit Vindt Nederland (panellid), Gestalkt, Dit Is Mijn Huis (panellid) Net5: Olcay & Huiselijk Geweld, Ladies Night, Heb ik wat van je aan? |                               |

## H
|  | Naam                      | Periode                       | Programma (onder andere) | Opmerkingen                |
|  | ------------------------- | ----------------------------- | --- | -------------------------- |
|  | Tim Haars                 | 2011–2012                     | Veronica: Total Blackout, De Fukkers, Lauren & Tim Zijn de BOB, Veronica Goes Couchsurfing |                            |
|  | Sam Hagens                | 2018–2024                     | SBS6: Hart van Nederland (verslaggever), HLF8, Vandaag Inside (deskundige), De Oranjezomer (deskundige), Het Debat van Nederland (sidekick), De Oranjewinter (deskundige), De beste wensen |                            |
|  | Sanne Hans                | 2024                          | SBS6: 3 Minutes of Fame (coach) |                            |
|  | Hein Hansen               | 1995–1997                     | SBS6: Van Onze Verslaggever |                            |
|  | Natacha Harlequin         | 2020–2024                     | SBS6: Dit Vindt Nederland, Shownieuws (deskundige) |                            |
|  | Ernst-Paul Hasselbach     | 1995–2004                     | SBS6: Prime Time Magazine, Reportage Net5: Expeditie Robinson, Peking Express |                            |
|  | Barry Hay                 | 1997–1998                     | SBS6: De Heeren van Amstel |                            |
|  | Cemal Hazebroek           | 2020–0000                     | SBS6: Quality Time Op Zondag |                            |
|  | André Hazes jr.           | 2013 2015–2021 2025–0000      | SBS6: Bloed, zweet & tranen (jurylid), Rad van Fortuin, André Hazes: ik haal alles uit het leven, So you think you can sing, Golden Boys, Getekend voor het Leven, We Want More (jurylid), Hazes & Hoogkamer: tot uw dienst |                            |
|  | Roxeanne Hazes            | 2024–0000                     | SBS6: 3 Minutes of Fame (coach), Het Holland Huis |                            |
|  | Claudia Heemskerk         | 1996–1997                     | SBS6: Vakantie TV |                            |
|  | Haye van der Heijden      | 2007                          | Net5: Webstrijd |                            |
|  | Frank Heijneman           | 2014                          | SBS6: Bruisend Horeca |                            |
|  | Dave Heijnerman           | 2005                          | SBS6: De Reisleider |                            |
|  | Piet Hellemans            | 2013–0000                     | SBS6: Beestengeluk, Dieren op Spreekuur |                            |
|  | Nienke Helthuis           | 2020–0000                     | SBS6: Show Me What You Got |                            |
|  | Hélène Hendriks           | 2019–0000                     | SBS6: 6 Inside (deskundige), Shownieuws (deskundige), UEFA Champions League, De Oranjezomer, Missions Impossible, The Big Balance, HLF8, De Oranjewinter, De Oranjezondag, Wij Houden van Oranje, De beste wensen, Hélène's Oudejaarsborrel Veronica: Café Hendriks & Genee, Glory Kickboxing, Oranje Leeuwinnen, UEFA Champions League, UEFA Europa League, UEFA Europa Conference League, UFC |                            |
|  | Fiona Hering              | 2019                          | SBS6: 6 Inside (deskundige) |                            |
|  | Nikki Herr                | 2022–0000                     | SBS6: Hart van Nederland, GoedNieuws Vandaag | [ 3 ]                      |
|  | John van den Heuvel       | 2008–2011                     | SBS6: Das je goed recht |                            |
|  | Lodewijk Hoekstra         | 2018–2020                     | SBS6: De Grote Tuinverbouwing |                            |
|  | Geert Hoes                | 2007–2008 2012                | SBS6: Lekker weg op het water, Lekker weg in Nederland, Shownieuws, Dancing Queen, 100% TV |                            |
|  | Suzanne van der Hoeven    | 2017–2019                     | SBS6: Robs Grote Tuinverbouwing, De Grote Tuinverbouwing |                            |
|  | Erik van der Hoff         | 2004–2007 2012–2013 2023–2024 | SBS6: De schat van de Oranje, Wie trouwt mijn zoon? Net5: Het Blok, SamenWonen, Stijlloos, Ben je slimmer dan een kind?, Sabotage, De Grote Muziekquiz, De Grote Kerstmuziekquiz | [ 4 ]                      |
|  | Jennifer Hoffman          | 2019                          | Net5: Grenzeloos Verliefd: Baby in het Buitenland |                            |
|  | Patrick Hollander         | 1996–1999                     | SBS6: De Wallen op stap |                            |
|  | Carine Holties            | 1996–1998                     | SBS6: Actienieuws, Hart van Nederland, Kijk op Wonen |                            |
|  | Iris Hond                 | 2019                          | Net5: Iris en de 12 dates |                            |
|  | Marc de Hond              | 2020                          | Net5: Marc de Hond: tot de dood ons scheidt |                            |
|  | Carla Honing              | 1999–2001                     | SBS6: Hart van Nederland |                            |
|  | Ellen Hoog                | 2018                          | SBS6: Ellen & Naomi: 24 Uur Mandekking |                            |
|  | Veronica van Hoogdalem    | 2012                          | Veronica: The Pain Game, Veronica Goes Couchsurfing |                            |
|  | Wendy-Kristy Hoogerbrugge | 2013–2015                     | SBS6: Lekker Leuk Leven, TeleTips, Culinair Nederland |                            |
|  | Hans Hoogerwerf           | 2014                          | SBS6: De Bloemenoverval |                            |
|  | Mart Hoogkamer            | 2024–0000                     | SBS6: 3 Minutes of Fame (coach), Hazes & Hoogkamer: tot uw dienst |                            |
|  | Jelka van Houten          | 2023                          | Net5: Jelka Op Eigen Houtje Veronica: Tough as Nails Nederland |                            |
|  | Nicole van Houten         | 2020–2021                     | SBS6: Shownieuws (deskundige), Buch in de Bijzondere Bajes | Ook bekend als Nicole Buch |
|  | Marleen Houter            | 1997–2001                     | SBS6: SBS Sport, Hart van Nederland, Actienieuws, Het Nieuws, Goedenavond Nederland |                            |
|  | Paulien Huizinga          | 1995–1998 2012                | SBS6: Showbiz, Home Sweet Home, In en om het huis, Zorgeloos Verliefd, Voor Je Moeder, Shownieuws (deskundige) |                            |
|  | Marc-Marie Huijbregts     | 2010–2011                     | SBS6: De Zaterdagavondshow met Marc-Marie & Beau, Popstars (jurylid) |                            |
|  | Jordi Huirne              | 2020–2023                     | SBS6: Weer.nl |                            |
|  | Henny Huisman             | 2014–2016 2020                | SBS6: Surprise Surprise, De 25 meest hilarische tv-momenten van 2014, Waar is dat Feestje? |                            |
|  | Celine Huijsmans          | 2012–0000                     | SBS6: Shownieuws, De Vierdaagse, Reportage, Beestengeluk, Hart van Nederland |                            |
|  | Brecht van Hulten         | 2020–2021                     | SBS6: De 5 Uur Show |                            |
|  | Dominique van Hulst       | 2012–2016                     | SBS6: Van je vrienden moet je het hebben, The Next Pop Talent, Surprise Surprise, Geld maakt gelukkig, Het Staatsloterij Oudejaarsfeest 2014, Lekker Nederlands | Ook bekend als Do          |
|  | Rob van Hulst             | 1995–1996                     | SBS6: De Wallen op stap, Op de Wallen |                            |
|  | Meike Hurts               | 2015–2016                     | SBS6: Beste Deal van Nederland, Alles Voor Je Kleintje |                            |

## I
|  | Naam                 | Periode | Programma (onder andere) | Opmerkingen |
|  | -------------------- | ------- | ------------------------ | ----------- |
|  | Sylvana IJsselmuiden | 2016    | SBS6: Babes in Business  |             |

## J
|  | Naam             | Periode    | Programma (onder andere) | Opmerkingen |
|  | ---------------- | ---------- | --- | ----------- |
|  | Wietze de Jager  | 2017–2021  | SBS6: Shownieuws, Lachen om Home Video's, 6 Inside, De Dansmarathon Net5: Je Droom Achterna: De Verbouwing Van Een Frans Kasteel, Sky Radio New Year Top 101 |             |
|  | Frank Jansen     | 2018–2019  | SBS6: Paleis voor een prikkie |             |
|  | Gwen Jansen      | 2019–0000  | SBS6: Green Make Over |             |
|  | Ingrid Jansen    | 2018       | SBS6: Lucky13 |             |
|  | Kees Jansma      | 2022–2024  | UEFA Europa League (analist), UEFA Europa Conference League (analist), Veronica Offside |             |
|  | Rob Janssen      | 2018, 2024 | SBS6: Lucky13, JA of NEE? (sidekick) |             |
|  | Julius Jaspers   | 2014 2019  | SBS6: Klinkt Smakelijk Net5: MasterChef (jurylid) |             |
|  | Robert Jensen    | 2013       | Veronica: Jensen Laat, Jensen Later |             |
|  | Tanja Jess       | 2014–2015  | SBS6: Shopping & Lifestyle |             |
|  | Gerard Joling    | 2003–2018  | SBS6: De Waarheid, Shownieuws, Sterren Dansen op het IJs, So You Wanna Be a Popstar, Popstars, Wie ben ik? (panellid), Holland's Got Talent, K2 zoekt K3, Hole in the wall, Move Like Michael Jackson, Sterren Springen, Vliegende Hollanders: Sterren van de Schans, Beat it (teamcaptain), K3 zoekt K3, De Vreemde Eend (panellid), Toppers: Wild West Thuis Best, Topper Gezocht! |             |
|  | Jennifer de Jong | 1997–1998  | SBS6: Brutale Meiden |             |
|  | Suzanne de Jong  | 2006–2011  | Veronica: Mission Impossible, Maart Automaand, Funny Video’s, Heels on Wheels, De Grote Beurt, Fobiac |             |
|  | Pieter Jouke     | 2009–2010  | Veronica: Caiga Quien Caiga |             |
|  | Stefan Jurriens  | 2014, 2019 | Veronica: Jachtseizoen, Roadtrippers |             |

## K
|  | Naam                     | Periode                  | Programma (onder andere) | Opmerkingen |
|  | ------------------------ | ------------------------ | --- | ----------- |
|  | Esmée van Kampen         | 2015                     | SBS6: De Leukste Websnacks |             |
|  | Rob Kamphues             | 2015 2024–2025           | SBS6: Een Man voor mijn Moeder, Mijn Laatste Keer, De Quizmarathon, De Klassenavond |             |
|  | Simon Keizer             | 2015–2023                | SBS6: Lekker Nederlands (teamlid), Zullen we een spelletje doen? (teamlid), Talenten Zonder Centen, 10 Jaar Nick & Simon, Nick & Simon: De Muzikale Droom, Sing it, De Mannen van Taal (teamlid), Hit The Road (jurylid), Onmogelijke Duetten, Avastars (jurylid) |             |
|  | Richard Kemper           | 2014                     | SBS6: Leer Mij Vrouwen Kennen |             |
|  | Rob Kemps                | 2021–0000                | SBS6: The Wheel, Wie Kent Nederland (panellid), Ik hou van Holland, De 10 Vragen, My Tribute To Elvis, 30 Seconds (teamcaptain) |             |
|  | Hans Kesting             | 2023–0000                | SBS6: Moordfeest | [ 5 ]       |
|  | Eddy Keur                | 2020                     | SBS6: Shownieuws (invaller, deskundige) |             |
|  | Wim Kieft                | 2019–2024                | Veronica: UEFA Champions League (analist), UEFA Europa League (analist), UEFA Europa Conference League (analist), Veronica Inside, Veronica Offside |             |
|  | Fleur van der Kieft      | 2002–2005 2011–20??      | SBS6: Snowmagazine, AstroTV Net5: AstroTV |             |
|  | Marc Klein Essink        | 2012–2014                | SBS6: De Lijf Show, De Grote Vakantie Show, BankGiro Loterij Kluizenspel |             |
|  | Simone Kleinsma          | 1996–1997                | SBS6: Koken met Cas |             |
|  | Wolter Klok              | 2020–0000                | SBS6: Hart van Nederland |             |
|  | Véronique De Kock        | 2010                     | SBS6: Move Like Michael Jackson |             |
|  | Ger Koedam               | 1997                     | SBS6: Actienieuws |             |
|  | Mark Koense              | 2023–0000                | Veronica: Veronica GP Magazine |             |
|  | Romy Koldenhof           | 2019–0000                | SBS6: Huisdieren TV, Quality Time Op Zondag |             |
|  | Jeroen van Koningsbrugge | 2009 2015–2016 2019–2024 | SBS6: Lekker Nederlands (teamlid), Bijdehandjes, De Mannen van Taal (teamlid), Ik hou van Holland (teamcaptain), Stilte AUB! Net5: Tussen de oren |             |
|  | Anouk van Kooijk         | 2014–2018 2019–0000      | SBS6: Alles over Wonen, Bruisend Horeca, Wonen Koken & Leven, De Grote Tuinverbouwing |             |
|  | Betje Koolhaas           | 2003                     | SBS6: Stem van Nederland |             |
|  | Kim Kötter               | 2017–2018                | SBS6: Shownieuws |             |
|  | Hans Kraay jr.           | 1997–2015                | SBS6: Ken Dit?, Now or Neverland, Lachen om Home Video's, SBS Sport, Domino Day, Jupiler League |             |
|  | Joost Kraima             |                          | Veronica: The Anti-Bucketlist |             |
|  | Dop Kruimel              | 2004–2005                | SBS6: Meldkamer |             |
|  | Hilde Kuiper             | 2007–2008                | SBS6: Hart van Nederland |             |

## L
|  | Naam                 | Periode             | Programma (onder andere)                                                                | Opmerkingen |
|  | -------------------- | ------------------- | --------------------------------------------------------------------------------------- | ----------- |
|  | Irene van de Laar    | 1995–1999 2015–2018 | SBS6: De Nachtrijder, De heetste plekjes van Nederland, Irene bij..., Moviebox, LXRY TV |             |
|  | Frank Lammers        | 2021                | Veronica: The Bettle (teamcaptain)                                                      |             |
|  | Sander Lantinga      | 2022                | SBS6: Vier Is Teveel                                                                    |             |
|  | Mark Labrand         | 2015 2017–2020      | SBS6: Culinair Nederland, Shownieuws (invaller, deskundige), Hart van Oranje, Reportage |             |
|  | Britt Lap            | 2018–2019           | SBS6: Hart van Nederland                                                                |             |
|  | Dagmar Lap           | 2015–2016           | SBS6: Beste Deal van Nederland                                                          |             |
|  | Leo de Later         | 1999–2005           | SBS6: SBS6 Nieuws, Stem van Nederland, Meldkamer                                        |             |
|  | Pernille La Lau      | 1997–2005           | SBS6: Actienieuws, Het Nieuws, SBS6 Nieuws, Hart van Nederland, De Nieuws Top 10        |             |
|  | Nelleke Launspach    | 2016–2017           | SBS6: Bruisend Horeca                                                                   |             |
|  | Fred van Leer        | 2016 2019           | SBS6: Show XL, 6 Inside (deskundige)                                                    |             |
|  | Bert van Leeuwen     | 2024                | SBS6: In The Picture                                                                    |             |
|  | Mika van Leeuwen     |                     | Net5: Cut by Mika                                                                       |             |
|  | Jan Lenferink        | 2002                | SBS6: RUR, Louter Lenferink                                                             |             |
|  | Goedele Liekens      | 1995–1998           | SBS6: Over Sex Gesproken, Goedele                                                       |             |
|  | Kay van de Linde     | 2002–2003           | SBS6: Stem van Nederland (deskundige)                                                   |             |
|  | Gina Lissenburg      | 2020–0000           | SBS6: Quality Time op Zondag                                                            |             |
|  | Carolina Lo Galbo    | 2020–2021           | SBS6: De 5 Uur Show                                                                     | [ 6 ]       |
|  | Katelijne van de Loo | 1998                | SBS6: Explosief Real TV                                                                 |             |
|  | Peter Lute           | 2010–2011 2014      | Net5: MasterChef (jurylid)                                                              |             |
|  | Gentia Luyckx        | 2007                | SBS6: CreaTieV                                                                          |             |

## M
|  | Naam                  | Periode             | Programma (onder andere) | Opmerkingen                                                        |
|  | --------------------- | ------------------- | --- | ------------------------------------------------------------------ |
|  | Bridget Maasland      | 2012–2016 2024–2025 | SBS6: Shownieuws, Show Laat, Menu van Oranje, Een Plek Onder De Zon Net5: Bridget In Hollywood, Een Plek Onder De Zon |                                                                    |
|  | Martijn Manschot      |                     | Veronica: The Anti-Bucketlist |                                                                    |
|  | Justine Marcella      | 2023–0000           | SBS6: Shownieuws (deskundige) |                                                                    |
|  | Mirella van Markus    | 2013–0000           | SBS6: Hart van Nederland, Huizenjacht, Nederland Geeft Licht |                                                                    |
|  | Tamara Markus         | 2013                | SBS6: Trips & Tips |                                                                    |
|  | Patrick Martens       | 2023–2024           | SBS6: Lettrix, Date Smakelijk, In The Picture |                                                                    |
|  | Robine van der Meer   | 2008                | Net5: Model in 1 dag |                                                                    |
|  | Kim-Lian van der Meij | 2014–2023           | SBS6: Show Vandaag, Shownieuws, Sterren Springen, Beat it, De Nationale Tweelingentest, Popster!, Mindmasters Live, Thuis op Zondag, De Grote Herkansing, Zullen we een spelletje doen?, SBS Sterren Surprise, Ninja Warrior NL, Verzamelkoorts, Zo Viert Nederland Kerst, Powermama's, Het Jaaroverzicht Volgens de Sterren, 5 Golden Rings, Boomhut XXL, Stelletje Pottenbakkers!, Marktplaats: Heel Holland Handelt, Fijne Kerst, Mag Ik Je Oma Zijn?, Thank You For The Music, De Mannen van Taal, Helden Door de Modder VIPS, De Meest Opmerkelijke, Mensenkennis, 50/50 Net5: Het Geheim van een Goed Huwelijk, Five days of Christmas, 50/50 |                                                                    |
|  | Andy van der Meijde   | 2022–2023           | Veronica: Veronica Offside, Andy vs. Wesley: Scoren in de Kelderklasse |                                                                    |
|  | Henk van der Meijden  | 1996–1997           | SBS6: TV Privé |                                                                    |
|  | Ariane Meijer         | 1998–2003           | SBS6: Explosief, Tuinieren en Wonen met Kijkers, Jewels & Trends, Studienieuws op Zes, Geboeid, Klussen met kijkers, Domino Day |                                                                    |
|  | Martien Meiland       | 2019–0000           | SBS6: Chateau Meiland, Cash or Trash, Wie van de Drie (panellid), BINGO! De 100.000 euro quiz, First & Last, Chateau Bijstand, Chateau Meiland VIPS, Chateau Meiland en Route, De beste wensen, Chateau Meiland La Dolce Vita |                                                                    |
|  | Maxime Meiland        | 2019–0000           | SBS6: Chateau Meiland, Petit Chateau, BINGO! De 100.000 euro quiz, Chateau Bijstand, Chateau Meiland VIPS, Chateau Meiland en Route, Chateau Meiland La Dolce Vita |                                                                    |
|  | Montana Meiland       | 2019–0000           | SBS6: Chateau Meiland, Petit Chateau, Chateau Bijstand, Chateau Meiland VIPS, Chateau Meiland en Route, Chateau Meiland La Dolce Vita |                                                                    |
|  | Sylvie Meis           | 2016–0000           | SBS6: Wedden Dat Ik Het Kan |                                                                    |
|  | Raymond Mens          | 2022–0000           | SBS6: Vandaag Inside (deskundige), GoedNieuws Vandaag (deskundige), Nieuws van de Dag (deskundige) |                                                                    |
|  | Lisa Michels          | 2017–2018 2023–0000 | SBS6: Shownieuws, Make It Your Game |                                                                    |
|  | Tess Milne            | 2012–2014           | SBS6: Sterren Springen, Vliegende Hollanders: Sterren van de Schans, Sterren dansen op het ijs Veronica: Casanova Bootcamp, De Fukkers, Roadtrippers |                                                                    |
|  | René Mioch            | 2012–2015 2022–0000 | SBS6: Show Vandaag (deskundige), Shownieuws (deskundige) |                                                                    |
|  | Carmel Mirck          | 2014                | SBS6: Bruisend Horeca |                                                                    |
|  | Inge Moerenhout       | 2000–2001           | SBS6: De Bus |                                                                    |
|  | Johnny de Mol         | 2008–2013 2018–0000 | SBS6: Waar is De Mol?, Alles is Liefde, Fijne Kerst, DanceSing, Down met Johnny, Thank You For The Music (teamcaptain), Het mooiste Liedje, Superkids, Restaurant Misverstand, We Want More, Hit the Road, De Mol’s Hoop, Ik Neem Je Mee, HLF8, De kwis met ballen, Ranking the Talent, De kwis met sneeuwballen, Camping De Wildernis, 30 Seconds, De top 4000 muziekquiz, De beste wensen, The Tribute: Battle of the Bands, De kwis met ballen VIPS, De Oranjezomer Veronica: Waar is De Mol?, Down met Johnny, Beat De Mol |                                                                    |
|  | Linda de Mol          | 2019–0000           | SBS6: Ik hou van Holland, Miljoenenjacht, Deze quiz is voor jou, Linda's Wintermaand, De Datingquiz, De Quiz van het Jaar, De beste wensen | Tevens als actrice in Diepe Gronden, Five Live en Gooische Vrouwen |
|  | Olav Mol              | 2004–2007           | SBS6: Formule 1 |                                                                    |
|  | Ronald Molendijk      | 2020–0000           | SBS6: Shownieuws (deskundige), In het Hart van Nederland (deskundige) |                                                                    |
|  | Romy Monteiro         | 2019                | SBS6: DanceSing |                                                                    |
|  | Irene Moors           | 2016–2018           | SBS6: De Vreemde Eend, Shownieuws (invaller), Over smaak valt te twisten, Naar bed met Irene, Irene en Rudolph Vieren Kerst, SBS Sterren Surprise, De perfecte vraag, Onvergetelijke Herinneringen, Zo Viert Nederland Kerst, Marktplaats: Heel Holland Handelt, Vet Fit, Topper Gezocht! |                                                                    |
|  | Leontine van Moorsel  | 2024                | SBS6: In The Picture |                                                                    |
|  | Hennie van der Most   | 2011                | SBS6: Operatie Van der Most |                                                                    |
|  | Bram Moszkowicz       | 2020–0000           | SBS6: Shownieuws (deskundige), In het Hart van Nederland (deskundige) |                                                                    |
|  | Bas Muijs             | 2011–2013 2014 2016 | SBS6: SmartLife; een slimmer thuis, Het snoer om, Hoe Leuk Is Nederland?, Feiten en Fabels, The Arctic Challenge Tour 2016 |                                                                    |
|  | Dennis Mulder         | 2000–2005           | SBS6: Klussen met Kijkers, Klussen & Wonen |                                                                    |
|  | Danny de Munk         | 2011–2013           | SBS6: The Sing-Off, Zand Erover, Bloed, zweet & tranen (jurylid) |                                                                    |
|  | Airen Mylene          | 2013–0000           | SBS6: Shownieuws, Show Laat, Surprise Surprise, De 25, Het Beste Idee van Nederland, SBS Sterren Surprise, Hart in Aktie, Huizenjacht, Beestengeluk, VT Wonen Zelf aan de Slag, Lachen om Home Video's, Fijne Kerst, Hart van Nederland, De Dansmarathon, Deel Je Geluk, Super Friday Family 1, 30 Seconds (teamcaptain), De beste wensen Net5: Top 500 van Het Foute Uur, House Rules, vtwonen: Verbouwen of Verhuizen, Sky Radio New Year Top 101, Hotel Rules |                                                                    |

## N
|  | Naam                | Periode    | Programma (onder andere)                                                                                               | Opmerkingen                |
|  | ------------------- | ---------- | --- | -------------------------- |
|  | Theo Nabuurs        | 2005       | SBS6: MotorXperience                                                                                                   | Ook bekend als Mental Theo |
|  | Desiré Naessens     | 2000–2001  | Net5: Expeditie Robinson                                                                                               |                            |
|  | Kay Nambiar         | 2016       | SBS6: Queens of the Jungle                                                                                             |                            |
|  | Beau Nellissen      | 2019–0000  | SBS6: Gastvrijheid in Beeld, Quality Time op Zondag                                                                    |                            |
|  | Wouter Nicolaas     | 2003       | SBS6: V&D TV |                            |
|  | Nada van Nie        | 2005–2007  | SBS6: Shownieuws, Mijn leven als voetbalvrouw, Volgens mamma, Hartenjagers, Geboren & Getogen, Lekker weg in Nederland |                            |
|  | Daan Nieber         | 2009–2010  | Veronica: Caiga Quien Caiga, GoedFout                                                                                  |                            |
|  | Nick Nielsen        | 2013, 2015 | SBS6: Nederland Muziekland                                                                                             |                            |
|  | Jeroen Nieuwenhuize | 1998–1999  | SBS6: Nederlandse Top 40                                                                                               |                            |
|  | Jet van Nieuwkerk   | 2020       | Net5: Wat eten we? |                            |
|  | Charlotte Nijs      | 2019–2022  | SBS6: 6 Inside (deskundige), Hart van Nederland (verslaggever), Shownieuws (deskundige)                                |                            |
|  | Rick Noorlander     | 2021–0000  | SBS6: Reiskriebels, Welkom op het Water                                                                                |                            |
|  | Freek van Noortwijk | 2018       | Net5: MasterChef (jurylid)                                                                                             |                            |

## O
|  | Naam                   | Periode    | Programma (onder andere)                                                          | Opmerkingen |
|  | ---------------------- | ---------- | --------------------------------------------------------------------------------- | ----------- |
|  | Reinout Oerlemans      | 1996       | SBS6: Telebel-show                                                                |             |
|  | Jens Olde Kalter       | 2017–2019  | SBS6: Team Vermissingen, Foute Boel, Betrapt                                      |             |
|  | Leo Oldenburger        | 1997–2017  | SBS6: SBS Sport                                                                   |             |
|  | Epco Ongering          | 2012       | SBS6: Nederland Vaart                                                             |             |
|  | Amara Onwuka           | 2020–2023  | SBS6: Weer.nl                                                                     |             |
|  | Chimène van Oosterhout | 2003, 2006 | SBS6: Sterrenbeurs, Snowmagzine Vips Net5: Wildebeesten                           |             |
|  | Niels Oosthoek         |            | Veronica: The Anti-Bucketlist                                                     |             |
|  | Eef van Opdorp         | 2014–2015  | SBS6: Geld maakt gelukkig (deskundige), Red mijn vakantie!, Hoeveel ben je waard? |             |
|  | Thijs van Os           | 2023–0000  | SBS6: Make It Your Game                                                           |             |
|  | Stijn van Oss          | 2015–2017  | SBS6: Tracks & Trails                                                             |             |
|  | Daniëlle Overgaag      | 2003–2005  | SBS6: Shownieuws, Meer dan de Vrouw van                                           |             |

## P
|  | Naam                    | Periode                            | Programma (onder andere) | Opmerkingen |
|  | ----------------------- | ---------------------------------- | --- | ----------- |
|  | Barry Paf               | 2015                               | SBS6: Culinair Nederland |             |
|  | Roberta Pagnier         | 2019–2021                          | SBS6: Wat Eten We? Net5: Wat eten we?, Five days of Christmas                                                                   |             |
|  | Nadia Palesa Poeschmann | 2015–2016                          | SBS6: Het Beste Paard van Stal                                                                                                  |             |
|  | Max Pam                 | 1999                               | De Tafel van Pam, Morgen gebeurt het                                                                                            |             |
|  | Martsje Paulusma        | 2018–2019                          | SBS6: Piet's Weerbericht |             |
|  | Piet Paulusma           | peri                               | SBS6: Piet's Weerbericht |             |
|  | Toine van Peperstraten  | 2015–2018                          | SBS6: UEFA Champions League Veronica: UEFA Champions League                                                                     |             |
|  | Sonia Pereira           |                                    | Net5: AstroTV |             |
|  | Ad Peters               | 2020–0000                          | SBS6: Beauty Plus TV |             |
|  | Milika Peterzon         | 1995–2012                          | SBS6: Hart van Nederland, Shownieuws, Goedenavond Nederland, Dieren Gered, In Actie voor Dieren, Het Nationale Verkeersexamen   |             |
|  | Malou Petter            | 2025                               | SBS6: Nieuws van de Dag |             |
|  | Harry Piekema           | 2020–2021                          | SBS6: Lachen om Home Video's |             |
|  | Nana Piguillet-Appiah   | 2013                               | SBS6: Lekker Leuk Leven |             |
|  | Koos van Plateringen    | 2009–2019                          | SBS6: Shownieuws (deskundige), Show Vandaag (deskundige), Show Laat (deskundige), De Dag Van Je Leven                           |             |
|  | Carlos Platier Luna     | 2023–0000                          | SBS6: Make It Your Game |             |
|  | Jack Plooij             | 2004–2011                          | SBS6: Formule 1, Het Nationale Verkeersexamen, Champ Car World Series, Red Bull Flugtag, Red Bull Zeepkistenrace, de Strandrace |             |
|  | René Pluijm             | 2020–0000                          | SBS6: Pluijm Proeft de Wereld                                                                                                   |             |
|  | Estavana Polman         | 2023                               | SBS6: Beter laat dan nooit |             |
|  | Angela Ponsioen         | 2020–0000                          | SBS6: Beauty Plus TV |             |
|  | Jo de Poorter           | 1998                               | SBS6: EK Kripto |             |
|  | Winston Post            | 2004–2005 2014 2016–2017 2021–0000 | SBS6: Wannahaves, Shopping & Lifestyle, Gadget TV, Shownieuws, Woontrends                                                       |             |
|  | Renée Postma            | 1999–2002                          | SBS6: Het Nieuws |             |
|  | Beryl van Praag         | 2004 2007                          | SBS6: Wannahaves Net5: Wining en Dining                                                                                         |             |
|  | Ivo Putman              | 2015–0000                          | SBS6: Robs Grote Tuinverbouwing, De Grote Tuinverbouwing                                                                        |             |

## R
|  | Naam             | Periode             | Programma (onder andere) | Opmerkingen |
|  | ---------------- | ------------------- | --- | ----------- |
|  | Prem Radhakishun | 2014–2015           | SBS6: Geld maakt gelukkig (deskundige) |             |
|  | Bastiaan Ragas   | 2021                | SBS6: De Dansmarathon |             |
|  | Tooske Ragas     | 2006–2013 2021–0000 | SBS6: Je Wordt Bedankt!, Het Beste Idee van Nederland, De Nieuwe Uri Geller, Wie ben ik?, De Ultieme Woondroom, Het Nationale Verkeersexamen, Het Staatsloterij Oudejaarsfeest, Gered, Huizenjacht, Popstars, The Sing-Off, Moet je me niet wat vragen?, Je idool op het spoor, Klas van '89, Bloed, zweet & tranen, Shownieuws, K2 zoekt K3, De Dansmarathon, De Bondgenoten, De beste wensen |             |
|  | Siham Raijoul    | 2020–2022           | SBS6: Hart van Nederland |             |
|  | Jaap Reesema     | 2024                | SBS6: 3 Minutes of Fame (coach) |             |
|  | Victor Reinier   | 2003–2004           | SBS6: De Sponsor Loterij Trap, Klaar voor de Start |             |
|  | Vivian Reijs     | 2011–2014           | SBS6: Huizenjacht, De 25, Shownieuws (deskundige), Show Vandaag (deskundige), Fix This Kitchen |             |
|  | Erica Renkema    | 2019–0000           | SBS6: Chateau Meiland, BINGO! De 100.000 euro quiz, Chateau Bijstand, Chateau Meiland VIPS, Chateau Meiland en Route, Chateau Meiland La Dolce Vita |             |
|  | Peter Jan Rens   | 2002                | SBS6: De Goed Geld Show, Deelt ie 't of deelt ie 't niet? |             |
|  | Hugo van Rhijn   | 1995–1997           | SBS6: Ongelooflijk!, Helden van 06-11 |             |
|  | Xavier Rijsdijk  | 2020–0000           | SBS6: Show Me What You Got |             |
|  | Kürt Rogiers     | 2021                | SBS6: K2 zoekt K3 |             |
|  | Edsilia Rombley  | 2019–2023           | SBS6: It Takes 2 (jurylid), Hit The Road (jurylid), Liedje Op Het Eerste Gezicht Net5: OverGewicht |             |
|  | Art Rooijakkers  | 2005–2009 2025–0000 | SBS6: Nieuws van de Dag Net5: Terra Incognita, Peking Express, Als de vrouw van huis is, Gezond weer op, Outback Jack, Return to sender, De Spaanse Droom |             |
|  | Monique Rosier   | 1997                | SBS6: De 6e versnelling |             |
|  | Jan Rot          | 1999                | Net5: Meneer Van Dale Wacht op Antwoord |             |
|  | Heleen van Royen | 2025                | Net5: Lieve Heleen |             |
|  | Ton van Royen    | 2000–2007 2014      | SBS6: De Bus, Stem van Nederland, Sterren Boksen, Ton, De Gevaarlijkste, Door 't Lint, Het Nationale Verkeersexamen, Waar stem ik op?, Het is wel je Kind |             |
|  | Iris Rulkens     | 2012                | SBS6: Lekker Leuk Leven |             |
|  | William Rutten   | 2020–0000           | SBS6: Shownieuws (deskundige), Op de gevoelige plaat |             |

## S
|  | Naam                | Periode             | Programma (onder andere) | Opmerkingen |
|  | ------------------- | ------------------- | --- | ----------- |
|  | Marlayne Sahupala   | 2003–0000           | SBS6: Hart van Nederland, Shownieuws, Rommel of Rijkdom, De Afvallers, De Afvallers met sterren, Van Rommelzolder tot Droomhuis, De Nieuwe Uri Geller, Borneo Update, Huizenjacht, The Biggest Loser, VTwonen doe het zelf, SBS Sterren Surprise, Je Eigen Droomhuis, Zo Viert Nederland Kerst                          |             |
|  | Evert Santegoeds    | 2008–0000           | SBS6: Shownieuws (deskundige), Show Laat (deskundige), Show Vandaag (deskundige) |             |
|  | Mark Schaaf         | 2014–0000           | SBS6: Mijn Lifestyle, Bruisend Horeca, Nederland Presenteert, Hier Aan De Kust, Shownieuws (deskundige/verslaggever), Reportage, Hart van Oranje, Op de Camping |             |
|  | Anouk van Schie     | 2013–2015           | SBS6: Lekker Leuk Leven, Mijn Lifestyle, Hier Aan De Kust, Mijn Lichaam Mijn Zorg |             |
|  | Nick Schilder       | 2015–2023           | SBS6: Lekker Nederlands (teamlid), Zullen we een spelletje doen? (teamlid), Talenten Zonder Centen, The Next Boy/Girl Band (jurylid/coach), 10 Jaar Nick & Simon, Keep It Cool, Nick & Simon: De Muzikale Droom, Sing it, De Mannen van Taal (teamlid), Hit The Road (jurylid), Onmogelijke Duetten, Avastars (jurylid) |             |
|  | Roos Schlikker      | 2021                | SBS6: De 5 Uur Show |             |
|  | Angélique Schmeinck | 2023                | Net5: Celebrity MasterChef |             |
|  | Matthias Scholten   | 1995–1997           | SBS6: Over de roooie, Mis talent 1997, Verborgen camera, Exxen |             |
|  | Hans Schoonen       | 2013–2015           | SBS6: Trips & Tips |             |
|  | Tineke Schouten     | 2016                | SBS6: Met de deur in huis |             |
|  | Renate Schutte      | 1997                | SBS6: Over de roooie |             |
|  | Sandra Schuurhof    | 2012–0000           | SBS6: Hart van Nederland, Het Nationale Verkeersexamen, Geld maakt gelukkig, De 1000 dagen van Willem-Alexander en Máxima, Stem van Nederland, Wat vindt Nederland? (sidekick), Cold Cases: Dader Gezocht, 6 Inside, Hart van Oranje, In het Hart van Nederland (deskundige), Shownieuws (deskundige)                   |             |
|  | Katja Schuurman     | 1996 2008–2009      | SBS6: Telebel-show Net5: Return to sender, De Tafel van 5, Tussen de oren |             |
|  | Nadya Sewradj       | 2020–0000           | SBS6: Hart van Nederland |             |
|  | Odette Simons       | 2005–2006           | SBS6: Van Rommelzolder tot Droomhuis |             |
|  | Sylvana Simons      | 1999–2000           | SBS6: De Bus, Sexquiz on the Beach |             |
|  | Jeroen Slob         | 2017                | SBS6: Samen Sterk |             |
|  | Jan Smit            | 2014                | SBS6: Beat It (teamcaptain) |             |
|  | Jurgen Smit         | 1998–2005           | SBS6: Tuinieren met Kijkers |             |
|  | Rogier Smit         | 2018–2019           | SBS6: Paleis voor een prikkie |             |
|  | Henkjan Smits       | 2007–2011 2015      | SBS6: Shownieuws, Het Beste Idee van Nederland, De Nieuwe Uri Geller, Word ik rijk?, Het Mooiste Pand van Nederland, Mijn man kan alles, Het zullen je ouders maar zijn, So You Wanna Be a Popstar (jurylid), Holland's Got Talent (jurylid), Popstars (jurylid), Popster! (jurylid)                                    |             |
|  | Jeroen Smits        | 2014–2018           | SBS6: Alles over Wonen, Bruisend Horeca, Nederland Presenteert, Op de Camping |             |
|  | Anouk Smulders      | 2005–2006 2018–2025 | SBS6: Shownieuws (deskundige), Wie heeft de mooiste bruiloft?, Nederland Geeft Licht, Deel Je Geluk |             |
|  | Wesley Sneijder     | 2022–2024           | Veronica: Veronica Offside, Andy vs. Wesley: Scoren in de Kelderklasse |             |
|  | Romeo Sommers       | 2014                | SBS6: De Bloemenoverval |             |
|  | Madelon Spaan       | 2001–2002           | SBS6: Hart van Nederland |             |
|  | Maarten Spanjer     | 1999                | Net5: Maarten & Rijk |             |
|  | Jorna Spapens       | 2005–2017           | SBS6: De Tuinruimers, Robs Grote Tuinverbouwing |             |
|  | Kees van der Spek   | 2013–2018           | SBS6: Oplichters in het buitenland, Graf Zonder Naam, De Uitdaging: Kees en Kees in actie, Moord of Zelfmoord, Oplichters op het internet |             |
|  | Cas Spijkers        | 1996–1997           | SBS6: Koken met Cas |             |
|  | Stefan van Sprang   | 2018                | Net5: MasterChef (jurylid) |             |
|  | Gaston Starreveld   | 2012                | SBS6: Postcode Loterij: de Straatprijs |             |
|  | Maarten Steendam    | 2020–0000           | SBS6: Hart van Nederland, In Het Hart van Nederland, Shownieuws (invaller), De Grote Gezondheidsquiz, Nieuws van de Dag (invaller), Bizarre Erfenissen |             |
|  | Samantha Steenwijk  | 2021                | SBS6: K2 zoekt K3 (jurylid) |             |
|  | Alberto Stegeman    | 2005–0000           | SBS6: Undercover in Nederland, Gestalkt, Red mijn vakantie!, Onopgeloste Zaken, Stegeman op de Bres, In het Hart van Nederland (deskundige) |             |
|  | Shelly Sterk        | 2018–2019           | SBS6: Marktplaats: Heel Holland Handelt, Shownieuws, Fijne Kerst |             |
|  | Pieter Storms       | 1995–1997 2000–2003 | SBS6: Breekijzer, Stem van Nederland (deskundige) |             |

## T
|  | Naam                | Periode   | Programma (onder andere) | Opmerkingen |
|  | ------------------- | --------- | --- | ----------- |
|  | Dirk Taat           | 2017–2018 | SBS6: Alles Over Wonen, Bruisend Horeca, Wonen Koken & Leven |             |
|  | Roland Tameling     | 2014      | SBS6: Autoweek Big Boys |             |
|  | Stephanie Tency     | 2020–0000 | SBS6: De Gouden Formule |             |
|  | Manon Thomas        | 2003–2004 | SBS6: Wehkamp Welkom |             |
|  | Marianne Timmer     | 2018      | SBS6: Hart van Oranje |             |
|  | Maureen du Toit     | 1996–2013 | SBS6: Hart van Nederland, Shownieuws, De Smaakpolitie, Je Eigen droomhuis, Recht van Nederland |             |
|  | Kees Tol            | 2012–0000 | SBS6: Shownieuws, Show Vandaag, Show Laat, Hollands Beste Bloemstylist, De Nationale Tweelingentest, De Leukste Websnacks, De Uitdaging: Kees en Kees in actie, Thuis op zondag, Met de Deur in Huis, Talenten Zonder Centen, SBS Sterren Surprise, 10 Jaar Nick & Simon, Stem van Nederland, Mis(s)verkiezing, Huizenjacht, Onvergetelijke Herinneringen, Zo Viert Nederland Kerst, Van Onze Centen, Nick & Simon: De Muzikale Droom, VT Wonen Weer Verliefd op je Huis, Vtwonen verhuist, Lekker Handig, In de ban van de trouwring, Fijne Kerst, Wie Kent Nederland (panellid), Deel Je Geluk, Dit Is Mijn Huis, Think Inside The Box (panellid), De Staatsloterij Beste Oliebollenbakker van Nederland, Casino Royaal, De beste wensen Net5: OverGewicht |             |
|  | André van der Toorn | 2003–2020 | SBS6: Wegmisbruikers, Het Nationale Verkeersexamen, De Gevaarlijkste Wegen van Nederland, De Alarmcentrale, Reportage, Stem van Nederland, Van Onze Centen |             |
|  | Moïse Trustfull     | 2023      | Veronica: Bergafwaarts |             |
|  | Quinty Trustfull    | 2002–2006 | SBS6: Je eigen droomhuis, Money Makers, Eneco Stralend Nederland (jurylid), Thuis in Nederland, De 25, Race tegen de klok |             |

## U
|  | Naam       | Periode   | Programma (onder andere) | Opmerkingen |
|  | ---------- | --------- | ------------------------ | ----------- |
|  | Rob Urgert | 2007-2009 | Net5: Tussen de oren     |             |

## V
|  | Naam                 | Periode             | Programma (onder andere) | Opmerkingen |
|  | -------------------- | ------------------- | --- | ----------- |
|  | Noa Vahle            | 2022–0000           | SBS6: Vandaag Inside (reporter), De Oranjezomer (reporter), De Oranjewinter (reporter), De Oranjezondag (reporter), Wij Houden van Oranje, De beste wensen Veronica: UEFA Europa League (verslaggeefster), UEFA Europa Conference League (verslaggeefster) |             |
|  | Arnold Vanderlyde    | 2016–2017           | SBS6: Arbeidsmarkt TV |             |
|  | Roderick Veelo       | 1999–2002           | SBS6: Het Nieuws |             |
|  | Rudolph van Veen     | 2016                | SBS6: Over smaak valt te twisten, Irene en Rudolph vieren kerst Net5: The Taste of Life |             |
|  | Remco Veldhuis       | 2014                | SBS6: Leer Mij Vrouwen Kennen |             |
|  | Wendy Veldhuis       | 2003–2004           | SBS6: Wehkamp Welkom |             |
|  | Bart Veldkamp        | 2006                | Net5: Wildebeesten |             |
|  | Roel van Velzen      | 2020                | SBS6: Hit The Road (jurylid) |             |
|  | Dennis van de Ven    | 2015–2016 2019 2021 | SBS6: Lekker Nederlands (teamlid), De Mannen van Taal (teamlid), Stilte AUB! |             |
|  | Georgina Verbaan     | 2023                | SBS6: Date Smakelijk |             |
|  | Marco Verhagen       | 2017                | SBS6: Showquiz |             |
|  | Gert Verhulst        | 2024                | SBS6: Wie van de 3? (panellid) |             |
|  | Albert Verlinde      | 1995–2001 2019–2022 | SBS6: Showbiz, Waagstuk, Show & Zo, Koken tegen de klok, Hart van Nederland, 6 Inside (deskundige), In het Hart van Nederland (deskundige), Shownieuws (deskundige) |             |
|  | Rob Verlinden        | 2004–2019           | SBS6: De Tuinruimers, Robs Grote Tuinverbouwing, Hollands Beste Bloemstylist (jurylid) |             |
|  | Harry Vermeegen      | 2009–2011           | SBS6: Oranjejournaal, Harry van Oranje |             |
|  | Ellemieke Vermolen   | 1999–2011           | SBS6: Klussen en Wonen, Exclusief, Mama ik heb je huis verbouwd, De 25, Shownieuws, Huis Te Koop, Huizenjacht, De Leukste Verborgen Cameragrap (gast), De Verrassingschef |             |
|  | Jeremy Vermolen      | 2009–0000           | SBS6: De Tuinruimers, Robs Grote Tuinverbouwing, De Grote Tuinverbouwing, De Verrassingschef |             |
|  | Jan Versteegh        | 2019–0000           | SBS6: 6 Inside, De Gordon Tegen Dino Show, Lingo, Echt Waar?!, BINGO! De 100.000 euro quiz, Klein Maar Fijn, Iedereen Is Van De Wereld, Missions Impossible, De Dansmarathon, De Laatste Vraag, Kinderen Kopen een Huis, Een Jaar Van Je Leven, De Bondgenoten, No Way Back, De beste wensen, No Way Back VIPS, Let’s Play Ball Net5: Mars Tegen Venus (teamcaptain), Lingo, Muscles & Brains |             |
|  | Lauren Verster       | 2007–2012           | Veronica: Fobiac, Lauren Verslaat, Undercover Boss, Lauren & Tim Zijn de BOB |             |
|  | Laurien Verstraten   | 2015–2016 2022–0000 | SBS6: Uit Voorraad Leverbaar, Studiekeuze TV, Babes in Business, Gadget TV, Welkom op het Water |             |
|  | Roué Verveer         | 2017                | SBS6: Happy Hour |             |
|  | Renée Vervoorn       | 2002                | SBS6: Tabloid |             |
|  | Harold Verwoert      | 2014                | SBS6: Bruisend Horeca |             |
|  | Gallyon van Vessem   | 1995–1997 2004–2019 | SBS6: Actienieuws, Hart van Nederland, Shownieuws, Stem van Nederland, Team Vermissingen |             |
|  | Pim Veth             | 2003                | SBS6: Lucky Letters |             |
|  | Annette Visser       | 1996                | SBS6: Blond, Blond en Blond |             |
|  | mr. Frank Visser     | 2015–0000           | SBS6: Mr. Frank Visser doet uitspraak, Mr. Frank Visser rijdt visite, Mr Frank Visser; Hoe is het nu met?, Mr. Frank Visser: Wordt U Al Geholpen? |             |
|  | Thomas van der Vlugt | 2014, 2019          | Veronica: Jachtseizoen, Roadtrippers |             |
|  | Maurice Vollebregt   | 2019–0000           | SBS6: Gastvrijheid in Beeld |             |
|  | Peter R. de Vries    | 1998–2012 2018      | SBS6: Peter R. de Vries, misdaadverslaggever, De Raadkamer |             |
|  | Robert de Vries      | 2022–2023           | SBS6: Weer.nl |             |

## W
|  | Naam                  | Periode              | Programma (onder andere) | Opmerkingen |
|  | --------------------- | -------------------- | --- | ----------- |
|  | Hidde van Warmerdam   | 2012–2013 2015, 2020 | SBS6: Shownieuws, Recht van Nederland, Hart van Nederland, Voetbal is Business, De Toekomst van Nederland: Ons Leven na Corona |             |
|  | Ingrid van der Wal    | 2023–0000            | SBS6: Make It Your Game |             |
|  | Koen Wauters          | 2009                 | SBS6: K2 zoekt K3 |             |
|  | Dennis Weening        | 2020–2021            | SBS6: ADHDennis, We Want More, De Dansmarathon |             |
|  | Marlijn Weerdenburg   | 2015                 | SBS6: De Vierdaagse |             |
|  | Mick van Wely         | 2019, 2025           | SBS6: 6 Inside (deskundige), Mick's Misdaaddossier |             |
|  | Lucille Werner        | 2016–2017 2020       | SBS6: Mijn Laatste Keer, Shownieuws, Show XL, Mis(s)verkiezing, Stem van Nederland, Dit Vindt Nederland (panellid) |             |
|  | Bas van Werven        | 2023                 | Veronica: Veronica GP Magazine |             |
|  | Henk Westbroek        | 2014                 | SBS6: Holland Horecaland |             |
|  | Rik van de Westelaken | 2016–2017            | SBS6: 5 Golden Rings, Rik Over de Grens, Team Vermissingen Net5: Rik Over De Grens, Peking Express |             |
|  | Merel Westrik         | 2019–2022            | SBS6: In Het Hart van Nederland, De Toekomst van Nederland: Ons Leven na Corona, Het Grootste Corona Spreekuur - Vragen over Vaccins Net5: Ladies Night, Merel onderzoekt #FreeBritney, Slokje Teveel?, Grenzeloos Verliefd: Baby in het Buitenland |             |
|  | Samantha van Wijk     | 2015–2017            | SBS6: Tracks & Trails |             |
|  | Maurice Wijnen        | 2011–2018            | SBS6: Shownieuws (deskundige), So You Wanna Be a Popstar (jurylid), Popstars (jurylid), Move Like Michael Jackson (jurylid), Sterren Dansen op het IJs (jurylid)                                                                                    |             |
|  | Dennis Wilt           | 2020–2023            | SBS6: Weer.nl |             |
|  | Giel de Winter        | 2014, 2019           | Veronica: Jachtseizoen, Roadtrippers |             |
|  | Hans van Wolde        | 2010                 | SBS6: MasterChef (jurylid) |             |
|  | Sol Wortelboer        | 2012, 2017           | SBS6: Shownieuws Net5: Peking Express |             |
|  | Rolf Wouters          | 2020                 | SBS6: Split Screen |             |

## Y
|  | Naam            | Periode   | Programma (onder andere)     | Opmerkingen |
|  | --------------- | --------- | ---------------------------- | ----------- |
|  | Yes-R           | 2013      | SBS6: The Next Pop Talent    |             |
|  | Sandra Ysbrandy | 2015–2016 | SBS6: Thuis op Zondag (chef) |             |

## Z
|  | Naam                | Periode          | Programma (onder andere)                                                                        | Opmerkingen |
|  | ------------------- | ---------------- | ----------------------------------------------------------------------------------------------- | ----------- |
|  | Rik Zaal            | 1999             | SBS6: Zaal Over De Vloer                                                                        |             |
|  | Leco van Zadelhoff  | 2012–2015        | SBS6: Shownieuws (deskundige), Show Laat (deskundige)                                           |             |
|  | Jonathan Zandbergen | 2018             | Net5: MasterChef (jurylid)                                                                      |             |
|  | Dirk Zeelenberg     | 2015–2016        | SBS6: Thuis op Zondag                                                                           |             |
|  | Thijs Zeeman        | 2014–2020        | SBS6: Boeven uit de bouw, Red mijn vakantie!, Gestalkt, Wanbetalers, Team Vermissingen, Betrapt |             |
|  | Simon Zijlemans     | 2014             | Veronica: Roadtrippers                                                                          |             |
|  | Eddy Zoëy           | 2001, 2012, 2014 | SBS6: Zoëy Zappt, The Price is Right, Show Vandaag, Was Ik Maar Thuis Gebleven                  |             |
|  | Steffie Zoontjes    | 2016             | SBS6: Babes in Business                                                                         |             |